# Pavel Černý
Pavel Černý (født 11. oktober 1962) er en tidligere tjekkisk fodboldspiller.

## Tjekkiets fodboldlandshold
| Tjekkoslovakiets landshold | Tjekkoslovakiets landshold | Tjekkoslovakiets landshold |
| År                         | Kmp                        | Mål                        |
| -------------------------- | -------------------------- | -------------------------- |
| 1989                       | 1                          | 0                          |
| 1990                       | 2                          | 0                          |
| 1991                       | 1                          | 0                          |
| Total                      | 4                          | 0                          |